# Ленинградский институт педологии и дефектологии
Ленинградский институт педологии и дефектологии — институт в Ленинграде в 1921—1925 г.
В 1918 году был организован факультет дефектологии в структуре Института дошкольного образования, который входил в систему Психоневрологической Академии, возглавляемой В. М. Бехтеревым. 20 ноября 1918 г. деканом факультета избран и утвержден проф. Д. В. Фельдберг, а его заместителем — проф. А. Н. Граборов. На факультете Д. В. Фельдберг организовал кафедру сурдопедагогики и возглавил кафедру логопедии.
В мае 1921 г. педагогические курсы социального воспитания и факультет детской дефективности Педагогического института дошкольного воспитания объединены в Петроградский педагогический институт социального воспитания нормального и дефективного ребенка (ректор А. Н. Граборов) при Психоневрологической академии. В октябре 1924 г. он переименован в Институт педологии и дефектологии.
Подведомственность:
- 8 октября 1918 — июль 1920 г.: Фрёбелевского общества в Петрограде
- апрель 1920 — 15 июня 1924 г.: Психоневрологической академии Комиссариата народного просвещения
- Постановлением СНК РСФСР от 9 января 1925 г. и Наркомпроса РСФСР от 15 июня 1925 г. вошёл в состав ЛГПИ им. А. И. Герцена (декан Д. В. Фельдберг)[1].